# Meurtres à Miami

Meurtres à Miami (Miami Exposé) est un film américain réalisé par Fred F. Sears, sorti en 1956.

## Synopsis
Chargé de l'enquête sur la mort d'un commissaire de police, le lieutenant Bart Scott ne tarde pas à découvrir que l'élimination de la victime est liée à une affaire de mafia des jeux de casino. Miami, les Everglades et Cuba le verront tour à tour tenter de faire la lumière sur cette sinistre affaire.

## Fiche technique
- Réalisation : Fred F. Sears
- Scénario : Robert E. Kent (en), sous le nom de « James B. Gordon », d'après son histoire
- Directeur musical : Mischa Bakaleinikoff
- Photographie : Benjamin H. Kline
- Décors : Paul Palmentola, Sidney Clifford
- Montage : Al Clark
- Son : Josh Westmoreland
- Production : Sam Katzman
- Société de production : Clover Pictures
- Distribution États-Unis et France : Columbia Pictures
- Pays d'origine :  États-Unis
- Format : Noir et blanc - 1,85:1 - Mono
- Genre : Film policier
- Durée : 73 minutes
- Dates de sortie :
  -  États-Unis, septembre 1956
  -  France, 11 octobre 1957

## Distribution
- Lee J. Cobb : le lieutenant de police Barton « Bart » Scott
- Patricia Medina : Lila Hodges
- Edward Arnold : le lobbyiste Oliver Tubbs
- Alan Napier : Raymond Sheridan
- Harry Lauter : Tim Grogan
- Michael Granger : Louis Ascot
- Eleanore Tanin : Anne Easton
- Chris Alcaide : Morrie Pell